# Kandagar
Kandagar (ryska: Кандагар) är en rysk film som baseras på Airstars-incidenten 1995 då talibankontrollerade flygplan lyckades få ett ryskt plan att landa på talibankontrollerat område. Ryssarna hölls därefter fångna i ett år, innan de kunde övermanna sina kidnappare och fly till friheten i sitt flygplan som var kvar på platsen. Filmen är baserad på den ryske piloten Vladimir Sharpatovs dakbok och medverkar gör bland andra Vladimir Mashkov, Andrei Panin och Alexander Baluyev. Filmens premiär i Ryssland var den 4 april 2010.